# John Ridgely
Pour les articles homonymes, voir Ridgely.
John Ridgely, né John Huntingyon Rea le 6 septembre 1909 à Chicago (Illinois) et mort le 18 janvier 1968 à New York, est un acteur américain.

## Biographie
Le rôle d'Eddie Mars dans Le Grand Sommeil reste la prestation la plus connue de l'acteur, qui fut abonné aux seconds rôles durant toute sa carrière. Né John Huntingyon Rea le 6 septembre 1909, Ridgely passe une académie militaire avant d'intégrer l'université Stanford, à la fin des années 1920. Là, outre ses exploits sportifs, il se distingue par ses qualités d'acteur. En 1931, il gagne Hollywood où il intègre la troupe Pasadena Playhouse ; il apparait dans des pièces telles que Horizon Perdu, Le Maitre de Musique, ou Les Sentiers de la Gloire. Remarqué par un agent de la  Warner, il obtient son premier rôle au cinéma dans Streamline Express. Après une série de films ou son nom n'est pas crédité (dont La Ville gronde de Mervyn LeRoy, 1937), il parait enfin au générique de White Banners aux côtés de Claude Rains.
Sous contrat exclusif avec la  Warner, Ridgely s'impose comme un troisième couteau incontournable, notamment dans Je suis un criminel, Une femme dangereuse, Air Force,  Arsenic et vieilles dentelles. Dans les années 1940, l'acteur promène sa silhouette dans de nombreux films noirs. Puis il rompt avec la Warner en 1950 et continue de tourner encore quatre ans, ; puis il travailla pour un théâtre d'été. Ses titres les plus mémorables sont  Une place au Soleil et Sous le plus grand chapiteau du monde. Il offre  sa dernière apparition à la télévision dans un soap intitulé Woman with a Past. Mais, souffrant d'un maladie cardiaque chronique, l'acteur doit bientôt prendre sa retraite. Il meurt le 18 janvier 1968, à l'âge de 58 ans

## Filmographie partielle
- 1935 : Streamline Express de Leonard Fields
- 1937 : Sous-marin D-1 (Submarine D-1) de Lloyd Bacon : le lieutenant (non crédité)
- 1938 : Le Vantard (Boy Meets Girl) de Lloyd Bacon
- 1938 : Une enfant terrible (Hard to Get) de Ray Enright
- 1938 : Menaces sur la ville (Racket Busters) de Lloyd Bacon
- 1939 : En surveillance spéciale (Invisible Stripes) de Lloyd Bacon
- 1939 : Nancy Drew et l'escalier secret (Nancy Drew and the Hidden Staircase) de William Clemens
- 1939 : A Child Is Born de Lloyd Bacon
- 1939 : Le Retour du docteur X (The Return of Doctor X) de Vincent Sherman
- 1939 : Les Ailes de la flotte (Wings of the Navy) de Lloyd Bacon
- 1939 : À chaque aube je meurs (Each Dawn I Die) de William Keighley
- 1939 : Le Vainqueur (Indianapolis Speedway) de Lloyd Bacon
- 1939 : Hommes sans loi (King of the Underworld) de Lewis Seiler
- 1939 : Service secret de l'air (Secret Service of the Air) de Noel M. Smith
- 1940 : L'Homme qui parlait trop (The Man Who Talked Too Much) de Vincent Sherman
- 1940 : Torrid Zone de William Keighley
- 1940 : L'Étrange Aventure (Brother Orchid) de Lloyd Bacon
- 1940 : Three Cheers for the Irish de Lloyd Bacon
- 1941 : L'Amour et la Bête (The Wagons Roll at Night) de Ray Enright : Arch
- 1941 : Honeymoon for Three de Lloyd Bacon
- 1941 : Nuits joyeuses à Honolulu (Navy Blues) de Lloyd Bacon
- 1941 : Million Dollar Baby de Curtis Bernhardt
- 1942 : Wings for the Eagle de Lloyd Bacon : Johnson
- 1942 : Le Caïd (The Big Shot) de Lewis Seiler
- 1943 : Air Force de Howard Hawks
- 1943 : Du sang sur la neige (Northern Pursuit) de Raoul Walsh
- 1943 : Destination Tokyo de Delmer Daves
- 1944 : Arsenic et Vieilles Dentelles (Arsenic and Old Lace) de Frank Capra
- 1944 : Hollywood Canteen de Delmer Daves : Cameo
- 1945 : Danger Signal de Robert Florey
- 1946 : Le Grand Sommeil (The Big Sleep) de  Howard Hawks
- 1946 : Le Droit d'aimer (My Reputation) de Curtis Bernhardt
- 1946 : Two Guys from Milwaukee de David Butler
- 1947 : La Possédée (Possessed) de Curtis Bernhardt
- 1947 : L'Homme que j'aime (The Man I Love), de Raoul Walsh
- 1947 : Le Loup des sept collines (Cry Wolf) de Peter Godfrey
- 1948 : Night Wind de James Tinling
- 1948 : Tragique Décision (Command Decision) de Sam Wood
- 1949 : Chasse aux maris (Once More, My Darling) de Robert Montgomery
- 1949 : Incident de frontière (Border Incident) d'Anthony Mann
- 1949 : Horizons en flammes (Task Force) de Delmer Daves
- 1950 : Du sang sur le tapis vert (Backfire) de Vincent Sherman
- 1950 : Le Bistrot du péché (South Sea Sinner) de H. Bruce Humberstone
- 1951 : Le Dernier Bastion (The Last Outpost) de Lewis R. Foster
- 1951 : Madame sort à minuit (Half Angel) de Richard Sale
- 1951 : Une place au soleil (A Place in the Sun) de George Stevens
- 1952 : Cette sacrée famille (Room for One More) de Norman Taurog
- 1952 : Sous le plus grand chapiteau du monde (The greatest show on earth) de Cecil B. DeMille